# Higginsia fragilis
Higginsia fragilis är en svampdjursart som beskrevs av Claude Lévi 1961. Higginsia fragilis ingår i släktet Higginsia och familjen Heteroxyidae. Inga underarter finns listade i Catalogue of Life.